# 17435 di Giovanni
A 17435 di Giovanni (ideiglenes jelöléssel 1989 SP3) egy marsközeli kisbolygó. Eric Walter Elst fedezte fel 1989. szeptember 26-án.